# Aldo Secco
Aldo Secco (Lisiera, 13 febbraio 1937 – 12 agosto 2017) è stato un calciatore italiano, di ruolo difensore o centrocampista.

## Carriera
Dal 1957 al 1962 gioca 41 partite con la maglia del Padova, tutte in Serie A.
Nel 1966-1967 colleziona 10 presenze con il Treviso.